# OZ Wielerweekend
L'OZ Wielerweekend és una antiga cursa ciclista neerlandesa per etapes que es disputà entre 1988 i 2007. Anomenada Zeeuws-Vlaanderen Wielerweekend (en català: Setmana ciclista del Flandes zelandès) en la seva creació, a partir de 1999 passà a anomenar-se OZ Wielerweekend. Entre el 2002 i el 2005 la cursa fou reservada a ciclistes amateurs i el 2006 s'integrà a l'UCI Europe Tour, amb una categoria 2.2.
El 2008 els organitzadors de la Delta Profronde i l'OZ Wielerweekend es fusionaren per donar lloc al Delta Tour Zeeland.

## Palmarès
| - 1988 - Joost van Adrichem - 1989 - Angel Polvorosa - 1990 - Patrick Rasch - 1991 - Remco Startman - 1992 - Patrick van Dijken - 1993 - Steffen Blochwitz - 1994 - Marcel Vegt - 1995 - Daniel van Elven - 1996 - Wilco Zuijderwijk - 1997 - Bert Roesems | - 1998 - Andreas Walzer - 1999 - Jans Koerts - 2000 - Jens Mouris - 2001 - Kevin Van Impe - 2002 - Angelo van Melis - 2003 - Rick Flens - 2004 - Thijs Al - 2005 - Rick Flens - 2006 - Niki Terpstra - 2007 - Tom Veelers |